# Canadameer
Het Canadameer (Stellingwerfs en officieel: Kannedemeer) is een kunstmatig meer tussen de dorpen Appelscha en Elsloo in de Friese gemeente Ooststellingwerf. Het ligt in de buurtschap Canada.
Het Canadameer is een voormalige zandafgraving waar in 1960 zand is gewonnen voor de aanleg van de N381. Het meer ligt in het Nationaal Park Drents-Friese Wold en wordt beheerd door Staatsbosbeheer.
Het Canadameer is rond met middenin een eiland. Het meer is een geliefde plek voor recreanten. Het meer, ook wel het Aekingameer genoemd, heeft op sommige plekken een diepte van meer dan dertig meter. Hierdoor is het op sommige plekken gevaarlijk voor zwemmers. In het verleden zijn verscheidene personen verdronken.

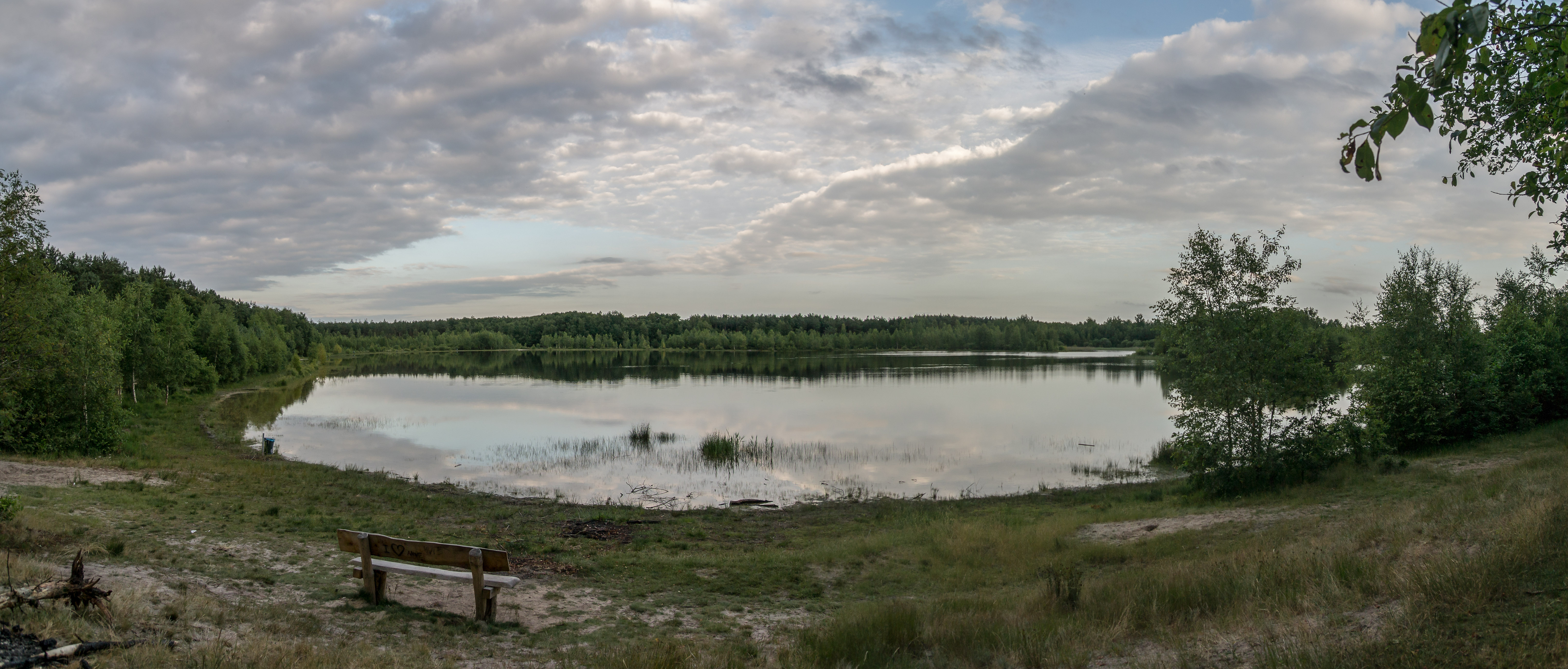
Panorama